# Magnésio
O magnésio é um elemento químico de símbolo Mg de número atômico 12 com massa atômica 24 u (12 prótons e 12 nêutrons). É um metal alcalinoterroso, pertencente ao grupo (ou família) 2 (anteriormente chamada IIA), sólido nas condições ambientais.
É o oitavo elemento mais abundante na crosta terrestre, onde constitui cerca de 2,5% da sua massa, e o nono no Universo conhecido, no seu todo. Esta abundância do magnésio está relacionada com o facto de se formar facilmente em supernovas através da adição sequencial de três núcleos de hélio ao carbono (que é, por sua vez, feito de três núcleos de hélio). A alta solubilidade dos iões de magnésio na água assegura-lhe a posição como terceiro elemento mais abundante na água do mar.
É empregado principalmente como elemento de liga com o alumínio. Outros usos incluem flashes fotográficos, pirotecnia e bombas incendiárias.
O magnésio foi descoberto em 1755 pelo escocês Joseph Black na cidade de Magnesia.

## Principais características
O magnésio é um metal bastante resistente e leve, aproximadamente 30% menos denso que o alumínio. Possui coloração prateada, perdendo seu brilho quando exposto ao ar, por formar óxido de magnésio.  Quando pulverizado e exposto ao ar se inflama produzindo uma chama branca. Reage com a água somente se estiver em ebulição, formando hidróxido de magnésio e liberando hidrogênio.

## Aplicações
O elemento magnésio e suas diversas substâncias servem para diversas aplicações no dia-a-dia, sendo os principais:
- Os compostos de magnésio, principalmente seu óxido, são usados como material refratário em fornos para a produção de ferro e aço, metais não ferrosos, cristais e cimento;
- Os compostos de magnésio são também aplicados na agricultura, como auxiliar condicionante da fotossíntese. O uso principal do metal é como elemento de liga com o alumínio, empregando-a para a produção de recipientes de bebidas, componentes de automóveis como aros de roda e maquinarias diversas. O magnésio também é usado para eliminar o enxofre do aço e ferro;
- Aditivo em propelentes convencionais;
- Obtenção de fundição nodular (Fe-Si-Mg);
- Agente redutor na obtenção de urânio e outros metais a partir de seus sais;
- O hidróxido ( leite de magnésia ), o cloreto, o sulfato ( sal de Epsom ) e o citrato são empregados em medicina, como laxante e antiácido;
- O pó de carbonato de magnésio ( MgCO3 ) é utilizado por atletas como ginastas, alpinistas e levantadores de peso para eliminar o suor das mãos e segurar melhor os objetos;
- Implante eletrônico sem fio feito de um substrato de seda e uma bobina de magnésio que aumenta a temperatura do tecido apenas suficiente para matar as bactérias Staphylococcus aureus, e depois dissolutivo no interior do corpo sem causar danos;[4]
- Outros usos incluem flashes fotográficos, pirotecnia, bombas incendiárias e granadas de luz (flashbang).[5]

O Mg também é encontrado em alimentos como vegetais e cereais. Recentes pesquisas indicam o Magnésio como responsável por retardar o envelhecimento celular, além de ser responsável por inúmeras funções metabólicas intracelulares.

## Papel biológico
O magnésio é importante para a vida, tanto animal como vegetal. A clorofila é uma substância complexa de porfirina-magnésio que intervem na fotossíntese.
É um elemento químico essencial para o ser humano. A maior parte do magnésio no organismo encontra-se nos ossos e, seus íons desempenham papéis de importância na atividade de muitas coenzimas e, em reações que dependem da ATP. Também exerce um papel estrutural, o íon de Mg2+ tem uma função estabilizadora para a estrutura de cadeias de ADN e ARN.
Dependendo do peso e da altura, a quantidade diária necessária e recomendada varia entre 300 e 350 mg, quantidade que pode ser obtida facilmente, visto o magnésio estar presente na maioria dos alimentos, principalmente, nas folhas verdes das hortaliças, nas sementes, nozes, leguminosas e cereais integrais. Contudo, a agricultura intensiva produz alimentos carentes neste mineral.
O aumento na ingestão de cálcio, proteína, vitamina D e álcool, bem como o estresse físico e psicológico aumentam as necessidades de magnésio.
A sua carência nos humanos pode causar: agitação, anemia, anorexia, ansiedade, mãos e pés gelados, perturbação da pressão sanguínea (tanto com hipertensão como hipotensão), insónia, irritabilidade, náuseas, fraqueza e tremores musculares, nervosismo, desorientação, alucinações, cálculos renais e taquicardia. Essencial para a fixação correta do cálcio no organismo; a deficiência de magnésio pode causar endurecimento das artérias e calcificação das cartilagens, articulações e válvulas cardíacas; sua carência pode causar descalcificação nos ossos (osteoporose).
Seu excesso (em nível de nutriente) nos humanos pode causar: rubor facial, hipotensão, fraqueza muscular, náuseas, insuficiência respiratória, boca seca e sede crônica.

## História
O nome é originário de Magnésia, que em grego designava uma região da Tessália. O escocês Joseph Black, reconheceu o magnésio como um elemento químico em 1755. Em 1808 Sir Humphry Davy obteve o metal puro mediante a eletrólise de uma mistura de magnésia e HgO (óxido de mercúrio).

## Abundância e obtenção
O magnésio é o oitavo elemento mais abundante na crosta terrestre. Não é encontrado livre na natureza, porém entra na composição de mais de 60 minerais, sendo os mais importantes industrialmente os depósitos de dolomita, magnesita, brucita, carnallita, serpentina, kainita e olivina.
O metal é obtido principalmente pela eletrólise do cloreto de magnésio ( MgCl2 ), método que já foi empregado por Robert Bunsen, obtendo-o de salmoura e água de mar.

## Isótopos
O Mg-26 é um isótopo estável empregado nas datações geológicas, como o Al-26, do qual é originário. Nas inclusões ricas em cálcio e alumínio (CAI em inglês) de alguns meteoritos (os objetos mais antigos do sistema solar) se tem encontrado quantidades de Mg-26 maiores do que o esperado, atribuindo-se o fato ao decaimento do Al-26. Como estes objetos se desprenderam em etapas anteriores à formação dos planetas e asteroides, não sofreram os processos geológicos que fizeram desaparecer as estruturas contraindicas formadas a partir das inclusões e, portanto, guardaram a informação acerca da idade do sistema solar.
Nestes estudos se compara as proporções Mg-26/Mg-24 e Al-27/Mg-24, para determinar dessa maneira, de forma indireta, a relação Al-26/Al-27 inicial da amostra no momento em que esta se separou das regiões de pó da névoa pré solar, determinando o início da formação do nosso sistema solar.

## Precauções
O magnésio é extremamente inflamável, especialmente quando está pulverizado. Reage rapidamente, com liberação de calor, em contato com o ar, motivo pelo qual deve ser manipulado com precaução. O fogo produzido pelo magnésio, portanto, não deverá ser apagado através do uso de água. Na indústria química, o magnésio também é utilizado em diversos processos participando diretamente na composição dos produtos elaborados bem como no auxílio do tratamento de efluentes gerados por esses mesmas atividades industriais.